# Ophiomyia inaequabilis
Ophiomyia inaequabilis är en tvåvingeart som beskrevs av Friedrich Georg Hendel 1931. Ophiomyia inaequabilis ingår i släktet Ophiomyia och familjen minerarflugor.
Artens utbredningsområde är Turkiet. Inga underarter finns listade i Catalogue of Life.